# Gilbert de la Porrée
Gilbert de la Porrée (latinul: Gislebertus Porretanus), (Poitiers, 1076 – Poitiers, 1154. szeptember 4.) középkori francia skolasztikus filozófus, a Poitiers-i egyházmegye püspöke.
Poitiersban született. Kezdetben Chartresban tanított filozófiát és teológiát, majd Párizsban és Poitiersban. Itt 1141-ben püspökké nevezték ki. A szentháromságról szóló nézetei miatt bevádolták III. Jenő pápánál, és az 1147-es párizsi, majd az 1148-as reimsi zsinat ügyének megvizsgálását rendelte el. Gilbert alávette magát a zsinatok határozatának, visszatérhetett püspökségébe. Egy kommentárt írt Boethius De Trinitate című művéről és egy De sex principiis című önálló művet készített. Személye után nevezték el a porretánusok nevű skolasztikus-realisztikus filozofiai pártot.